# عشق بال می‌گیرد
عشق بال می‌گیرد (به انگلیسی: Love Takes Wing) که با عنوان امید روح می‌یابد از شبکه نمایش پخش شده است، یک فیلم تلویزیونی به کارگردانی لو دایموند فیلیپس محصول سال ۲۰۰۹ از شبکه هالمارک آمریکا است.این فیلم در مورد دختری است که طبعی دانشمندانه در زمان خود را دارد و در روستای کودکی خود رفته و ناگهان متوجه وبای افراد زیادی می شود که با سعی و کوشش بسیار مردم آن منطقه را درمان می کند

## بازیگران
- سارا جونز در نقش Dr. Belinda Simpson
- کلوریس لیچمن در نقش Miss Hattie Clarence
- انالیس باسو در نقش Lillian
- جردن بریجز در نقش Lee Owens
- هایلی داف در نقش Dr. Annie Nelson
- پاتریک دافی در نقش Mayor Evans
- لو دایموند فیلیپس در نقش Ray Russell
- Erin Cottrell در نقش Missie Tyler
- کوین ریچاردسون در نقش Cyrus